# Andre Mohorovičić
Andre Mohorovičić (Kőrös, 1913. július 12. – Zágráb, 2002. december 17.), horvát építészmérnök, művészettörténész, egyetemi tanár, a Zágrábi Egyetem rektora.

## Élete
1913. július 12-én született Kőrösön. Apja, Andrija Mohorovičić (1884-1963) jogász volt, anyja Ada Čepiluć pedig varasdi születésű volt. Ezzel magyarázható a Varasd városa iránt később megnyilvánuló különleges szeretete. A család csak 1912-ben, nem sokkal Andre születése előtt költözött Zágrábból Kőrösre, ahol apja ügyvédi állást kapott. 1919 és 1920 között Zágrábban, majd 1920 és 1925 között Kőrösön, 1925 és 1931 között ismét Zágrábban járt elemi és középiskolába. 1931-ben a Zágrábi II-es számú Reálgimnáziumban érettségizett. Ezután beiratkozott a Zágrábi Egyetem Műszaki Karának építészmérnöki szakára.
1935-ben a Zágrábi Egyetem Műszaki Karának Építészmérnöki Tanszékén, majd 1938-ban a Filozófiai Karon szerzett diplomát. 1936-tól az Építészmérnöki Tanszéken asszisztensként, 1940-től az építőmérnöki alapismeretek tantárgy helyettesítő tanáraként dolgozott. Továbbképzés miatt több hónapot töltött Prágában, Bécsben és Firenzében. Közben fiatal professzorként több lakóépületet és ipari létesítményt is tervezett. Egész Horvátország területén folytatott kutatásokat az építészeti és városfejlesztés tárgyában. Első tanulmányait is ezekben a témákban írta. Knoll professzor betegsége miatt 1942-ben átvette a művészettörténet I. és II. és az építészettudomány tantárgyak oktatását, melyek tökéletesen illettek kutatási területeibe.
A második világháború után, 1945 szeptemberében, kihagyva az adjunktusi és a docensi fokozatokat rendes tanárrá nyilvánították.  1947-ben, mindössze 34 évesen ő lett az egyetem történetének legfiatalabb rektora, mely tisztséget 1949-ig töltötte be.  Az 1950/1951-es tanévben a Műszaki Kar dékánja volt. 1962-től a Horvát Tudományos és Művészeti Akadémia rendes tagja. 1963-ban a Ljubljanai Egyetem Műszaki Karán doktorált. Disszertációját „O kategorijama apsolutnog i relativnog u teoriji arhitekture” (Az abszolút és relatív kategóriákról az építészetelméletben) címmel írta. Számos tisztséget töltött be a karon. Így 1962-ben dékánhelyettes volt az Építészmérnöki, Építőmérnöki és Geodéziai Karon, mely tisztséget 1968 és 1970, 1979 és 1981, valamint 1981 és 1983 között is betöltötte, míg 1970-ben dékánnak választották az akkori nevén, Építészmérnöki Karon.
A Képzőművészeti Enciklopédia főszerkesztője (1959-1966) volt. 1998-ban a Zágrábi Egyetem professor emeritusává választották. Számos kitüntetés birtokosa volt. 2002. december 17-én hunyt el Zágrábban.

## Tudományos munkássága
Első munkái az elemzési módszerre épülnek, amelyet később is alkalmazott az építészet és urbanisztika elméleti megközelítésében. Tanulmányozta a horvát építészeti örökséget és a védett műemlékeket. Az 1950-es években építészettudományi terepkutatásai és az Isztria, a Kvarner szigetei és a Horvát Tengermellék urbanisztikájára terjedtek ki. Számos építmény akkori állapotát vizsgálta, melyek közül a legtöbb szakrális épület. Az akadémia levéltárában található feljegyzéseinek egy kisebb, de mégis jelentős része olyan tárgyakat mutat, amelyek nem szakrális természetűek, de kiemelkedő jelentőségű történelmi épületek, vagy különböző stílusjegyekkel, illetve a népi építészet jellegzetességeivel rendelkező építmények, urbanisztikai egységek.
Alkotásaiban magasszintű összegzését adta a horvát építészet különböző korszakainak, valamint urbanizmus fejlődésének, különösen a középkor időszakában. Fél évszázadon át végzett fáradhatatlan munkájával megrajzolta a kortárs építészetelmélet alapvető körvonalait.
Írt számos építészetelméleti tudományos közleményt, vitákat modellezett, hozzájárult néhány alapvető építészetelméleti probléma elemzéséhez. „Adalék néhány építészeti alapprobléma elemzéséhez” és „Az abszolút és a relatív kategóriáiról az építészetelméletben” című műveiben publikálta a saját kutatásainak esszenciáját. Külön érdeme, hogy munkássága rányomta bélyegét a horvát építészet általános fejlődésére, valamint a történelmi és kulturális épületek védelmére. „Az építés Horvátországban” monográfiájában a kulturális örökség megőrzésének és vizsgálatának problematikáját tárgyalta magas színvonalon.

## Főbb művei
- „Analiza historijsko-urbanističkog razvoja grada Zagreba” (Zágráb város történelmi és városfejlődésének elemzése, Rad, 1952.)
- „Prilog analizi nekih osnovnih problema teorije arhitekture” (Adalék néhány építészeti alapprobléma elemzéséhez),
- „O kategorijama apsolutnog i relativnog u teoriji arhitekture” (Az abszolút és a relatív kategóriáiról az építészetelméletben, Zágráb: Zágrábi Egyetem Építészmérnöki Kar, 1975.)
- „Graditeljstvo u Hrvatskoj. Arhitektura i urbanizam” (Az építés Horvátországban. Építészet és urbanisztika, Zágráb: Hrvatska akademija znanosti i umjetnosti/Školska knjiga, 1992.)